# Kirtling Tower

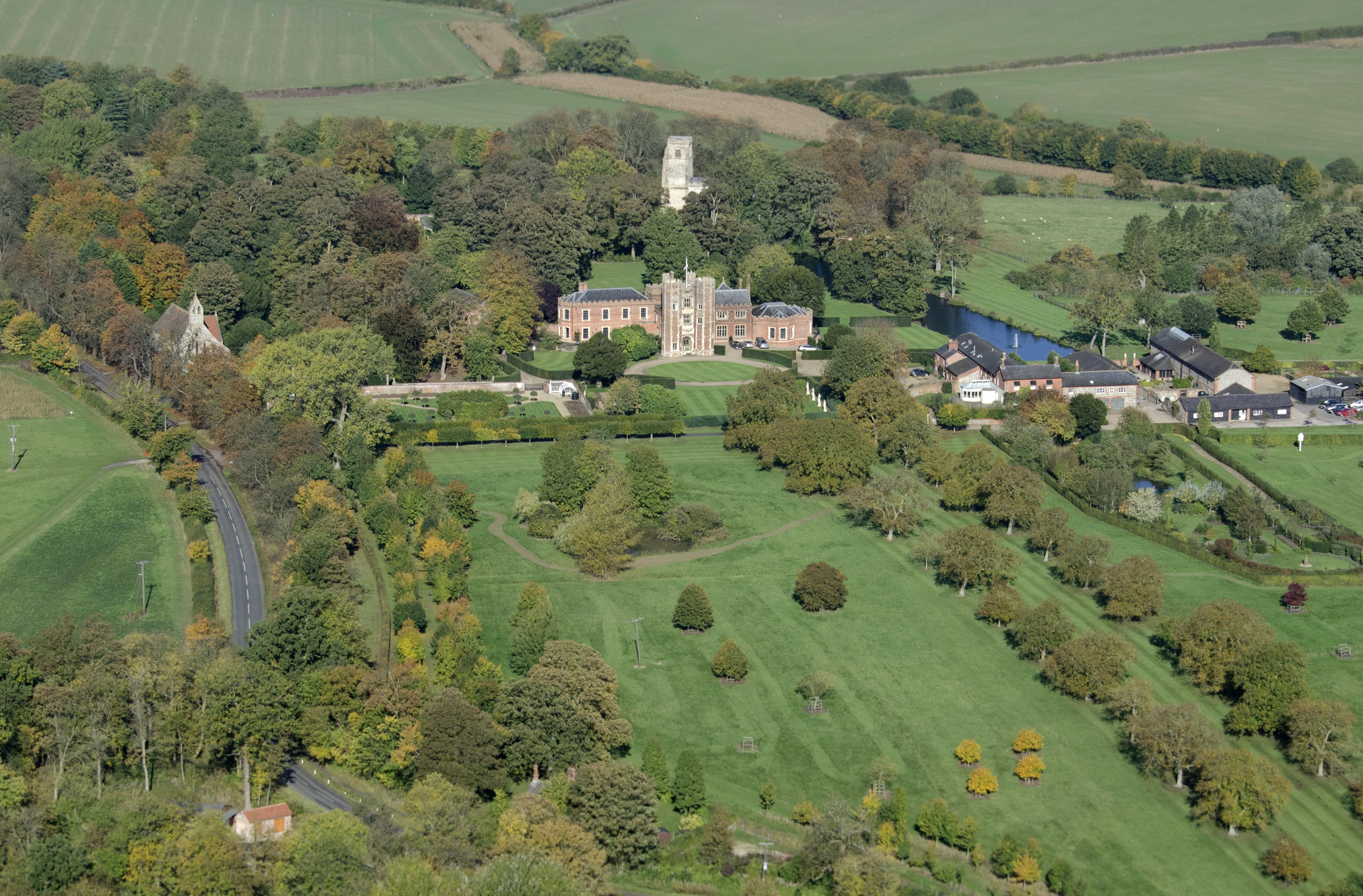
Luftaufnahme des heutigen Torhaus von Kirtling Tower aus der Tudorzeit

Kirtling Tower ist eine mittelalterliche Burg und ein ehemaliges Landhaus aus der Tudorzeit in der englischen Grafschaft Cambridgeshire. Das Torhaus ist heute noch erhalten.

## Geschichte
Erstmals wurde Kirtling Tower 1219 erwähnt und in Dokumenten aus dem 13. Jahrhundert wird ein Kirtling Castle mit Burggraben, Graben und Palisade beschrieben. 1424 ließ Richard de Beauchamp, der Earl of Warwick, die Burg wesentlich umbauen. Etwa 100 Eichen wurden eingesetzt, um einen Komplex mit Salon, Solar und Schlafgemächern zu kreieren.
Edward North, ein erfolgreicher Rechtsanwalt, ließ die Burg in den 1540er-Jahren und erneut zwischen 1556 und 1558 nach Plänen des Architekten Francis Adams umbauen und benannte sie in Kirtling Hall um. Die Erdwerke um die Burg wurden wesentlich verändert, um eine erhöhte Plattform für das neue Landhaus zu schaffen, in dem Tudor-typische Details, wie ein Torhaus, eine lange Galerie, Unterkünfte, ein Bankettpavillon und ein Garten, komplett mit großen Wasserspielen und Teichen, enthalten waren. Das Anwesen wuchs weiter und in den 1660er-Jahren war es das größte Landhaus in Cambridgeshire. In der Mitte befand sich ein symmetrischer, nach Süden ausgerichteter Mittelbau mit Ost- und Westflügel, die zusätzliche Unterkünfte und Einrichtungen boten.
Nach 1691 verfiel das Landhaus und 1735 beschreibt die Victoria County History das Anwesen als „in Unordnung“. Der größte Teil des Landhauses wurde 1748 abgerissen, um den Rest für Lord Elibank bewohnbar zu machen. Nach dessen Tod 1762 aber verfiel das Anwesen weiter. In den 1770er-Jahren war es komplett unbewohnbar und der größte Teil der verbleibenden Gebäude wurde 1801 abgerissen. In den 1830er-Jahren wurde das Torhaus in ein normales Wohnhaus umgewandelt und wieder in „Kirtling Tower“ umbenannt. 1872 baute man eine Erweiterung an und das Haus blieb unter verschiedenen Pächtern in Gebrauch.

## Heute
Der Hauptteil der heutigen Burg ist das dreistöckige Torhaus aus der Tudorzeit, das dem Torhaus der Leez Priory, die Norths Freund, der Rechtsanwalt Richard Rich, bauen ließ, sehr ähnlich sieht. Es wurde aus Ziegeln errichtet und hat achteckige Türmchen und einen Erker im italienischen Stil. Es gilt als Scheduled Monument und English Heritage hat es als historisches Bauwerk I. Grades gelistet.